# Jablonové (Malacky)
Jablonové (en húngaro: Pozsonyalmás, alemán: Apfelsbach) es una aldea en el distrito de Malacky en la Región de Bratislava de la Eslovaquia occidental cercano a la ciudad de Malacky, al noroeste de la capital eslovaca de Bratislava.

## Demografía
| Año        | 1994 | 2004    | 2014     | 2024     |
| ---------- | ---- | ------- | -------- | -------- |
| Población  | 1027 | 1082    | 1206     | 1429     |
| Diferencia |      | +5,35 % | +11,46 % | +18,49 % |

| Año        | 2023 | 2024    |
| ---------- | ---- | ------- |
| Población  | 1419 | 1429    |
| Diferencia |      | +0,70 % |